# Михеевское (Костромская область)
Михеевское — село в Нерехтском районе Костромской области. Входит в состав Волжского сельского поселения.

## География
Находится в юго-западной части Костромской области на расстоянии приблизительно 20 км на восток-юго-восток по прямой от районного центра города Нерехта.

## История
Известно с 1627 года как село князей Кашиных. В том году здесь была построена деревянная Никольская церковь. С 1678 года вотчина думного дьяка Д. М. Башмакова, позднее владение стольника М.Зиновьева, после владение разных хозяев. В конце XIX века село принадлежало князю Платону Степановичу Мещерскому. В 1872 году здесь было учтено 24 двора, в 1907 году отмечено было 17 дворов.

## Достопримечательности
- Знаменская церковь 1776 года постройки в руинированном виде[4].

## Население
Постоянное население составляло 147 человек (1872 год), 204 (1897), 268 (1907), 19 в 2002 году (русские 43 %, ингуши 57 %), 10 в 2022.